# Книжковий Кошик
Книжковий Кошик — телевізійний проект про книги, літературу та культуру читання. Програма виходила на харківському телеканалі «А/ТВК» з березня 2009 року до червня 2011-го. Автор та ведуча — журналіст Тетяна Терен. 
Перший випуск авторської програми «Книжковий кошик» вийшов в ефірі харківської телерадіокомпанії «А/ТВК» 8 березня 2009 року. Відсампочатку автори програми орієнтувалися на студентство, працівників гуманітарної сфери, представників інтеліґенції. Мету програми було сформульовано так: популяризувати книгочитання, знайомити із сучасними літературними процесами в Україні та інформувати про новинки вітчизняних книговидавництв.
«Книжковий кошик» є 30-хвилинною ненауковою, простою розповіддю про п'ять нових книжок українських та закордонних видавництв. Наприкінці програми своє бачення книжкової «п'ятірки» пропонують відомі люди (режисери, художники, музиканти, письменники, журналісти, високопосадовці…). Гостями «Книжкового кошика» були режисер Світлана Олешко, сучасні письменники Юрій Винничук, Оксана Забужко, Андрій Курков, Сергій Жадан, Люко Дашвар, Галина Вдовиченко, Ірен Роздобудько, Міла Іванцова, Любко Дереш, Андрій Валентинов, Вадим Панов,Анатолій Дністровий, літературознавець Леонід Ушкалов, учасники гурту «Люк» Ольга Герасимова та гітарист Валентин Панюта, соліст гурту «Оркестр Че» Олег Каданов, лідер гурту «Скрябін» Андрій Кузьменко (Кузьма), співак Вадим Мулерман, дизайнер-модельєр Костянтин Пономарьов, математик Юрій Гандель, журналісти Андрій Цаплієнко, Юрій Макаров, Віталій Портников, видавець і перекладач Завен Баблоян, диригент Юрій Янко, піаніст Юхим Чупахін, музикант і дизайнер Павло Гудімов, художники Віталій Куликов, Павло Маков, Гамлет Зіньківський, Євгенія Гапчинська, кінознавець Зоя Алфьорова, актори Ольга Сумська, Едуард Безродний, Сергій Москаленко (Black Jack), скульптор Олександр Рідний, поети Ліна Костенко, Іван Драч, Іван Малкович, Ірина Євса, Люцина Хворост, Антоніна Тимченко, Анастасія Афанасьєва та ін.
«Книжковий Кошик» має також своїх постійних книжковий експертів, які рекомендують глядачам нові та актуальні книги. Серед них — літературознавці, письменники, психологи, критики, художники, математики, фізики, журналісти, викладачі, культурологи, режисери, актори та ін.
Спеціально для проекту полтавський гурт «Контрабас» написав однойменну пісню «Книжковий кошик». Окрім того, у програмі звучать джазові мелодії харківського гурту Acoustic Quartet.
Під егідою програми «Книжковий Кошик» у Харкові діє соціальний проект «Книжкові сходини», у рамках якого у Харкові проходять творчі вечори харківських та українських письменників, зустрічі зі школярами та студентами, книжкові акції.
Автор і ведуча «Книжкового кошика» — журналіст Тетяна Терен. Оператор та монтажер — Валерій Савицький.
7 листопада 2010 року в ефір вийшов 50-й випуск «Книжкового Кошика».

## Відзнаки
Програма «Книжковий Кошик» — переможець IV телевізійного фестивалю «Відкрий Україну!» у номінації «Час книги».

## Відео
- «Книжковий Кошик» № 78 КНИГИ ДЛЯ ДІТЕЙ (ч.1) [Архівовано 4 Жовтня 2016 у Wayback Machine.]
- «Книжковий Кошик» № 78 Галина КРУК (ч.2)
- «Книжковий Кошик» № 76 Богдан БЕНЮК (ч.2) [Архівовано 27 Червня 2011 у Wayback Machine.]
- «Книжковий Кошик» № 76 Богдан БЕНЮК (ч.1) [Архівовано 8 Жовтня 2016 у Wayback Machine.]
- «Книжковий Кошик» № 74 Руслана ПИСАНКА (ч.2)
- «Книжковий Кошик» № 74 Руслана ПИСАНКА (ч.1)
- «Книжковий Кошик» № 70 Василь ШКЛЯР (ч.2) [Архівовано 12 Жовтня 2016 у Wayback Machine.]
- «Книжковий Кошик» № 70 Василь ШКЛЯР (ч.1)
- «Книжковий Кошик» № 58 ГОЛОВНІ КНИГИ 2010-го (ч.3)
- «Книжковий Кошик» № 58 ГОЛОВНІ КНИГИ 2010-го (ч.2)
- «Книжковий Кошик» № 58 ГОЛОВНІ КНИГИ 2010-го (ч.1)
- «Книжковий Кошик» № 53 Мирон МАРКЕВИЧ (ч.2)
- «Книжковий Кошик» № 53 Мирон МАРКЕВИЧ (ч.1)
- «Книжковий Кошик» № 37 Віталій ПОРТНИКОВ (ч.3)
- «Книжковий Кошик» № 37 Віталій ПОРТНИКОВ (ч.2)
- «Книжковий Кошик» № 37 Віталій ПОРТНИКОВ (ч.1) [Архівовано 3 Жовтня 2016 у Wayback Machine.]
- № 26 Презентація книги Ліни КОСТЕНКО (ч.3)
- № 26 Презентація книги Ліни КОСТЕНКО (ч.2)
- № 26 Презентація книги Ліни КОСТЕНКО (ч.1) [Архівовано 12 Жовтня 2016 у Wayback Machine.]
- № 50 НАРОДЖЕННЯ КНИГИ (ч.1)
- № 50 НАРОДЖЕННЯ КНИГИ (ч.2) [Архівовано 7 Жовтня 2016 у Wayback Machine.]
- № 50 НАРОДЖЕННЯ КНИГИ (ч.3) [Архівовано 3 Жовтня 2016 у Wayback Machine.]